# Carsten Maschmeyer

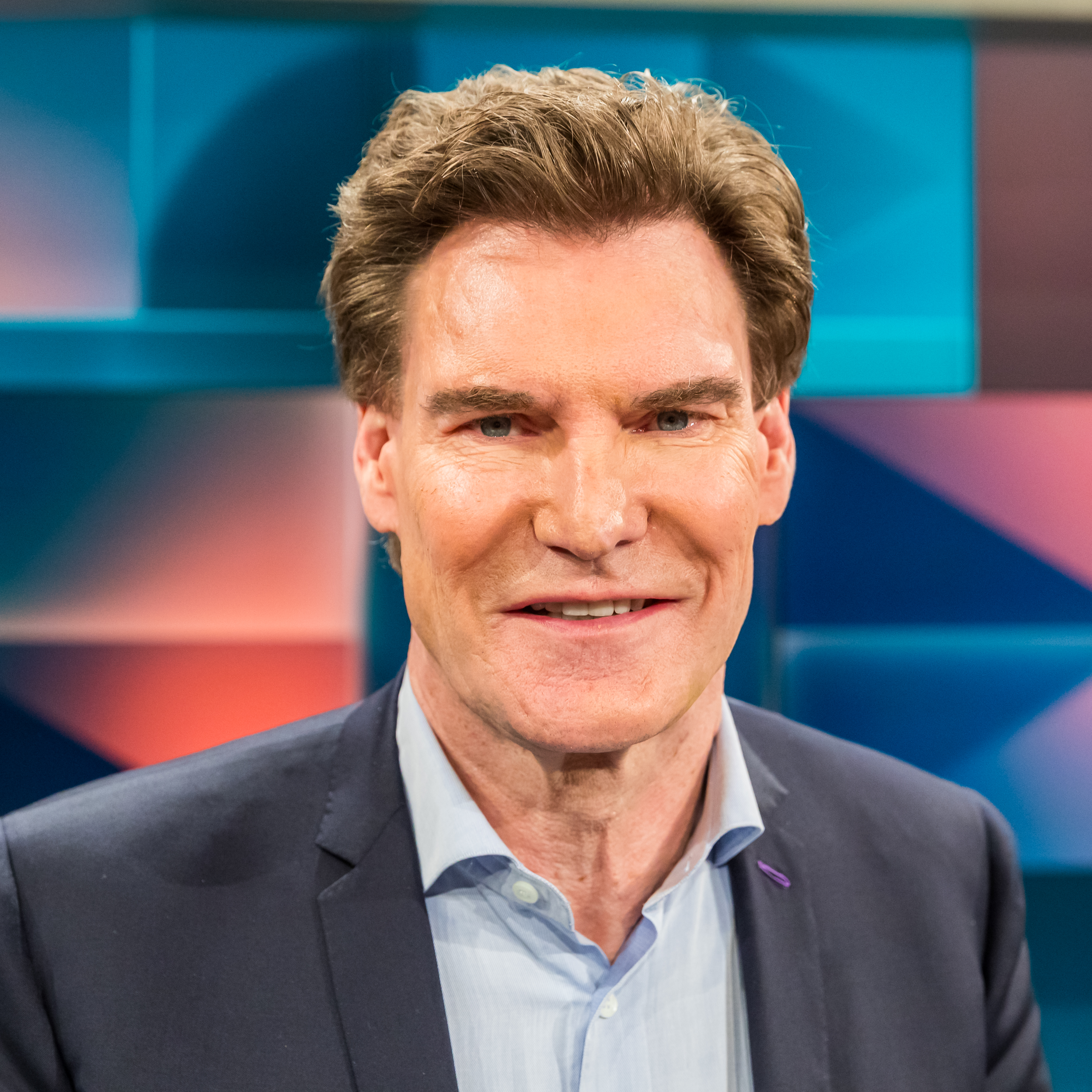
Carsten Maschmeyer, 2025

Carsten Maschmeyer (* 8. Mai 1959 in Bremen) ist ein deutscher Unternehmer, Investor und Buchautor. Als Inhaber der Maschmeyer Group investiert er international in Start-ups verschiedener Branchen. Einer breiteren Öffentlichkeit ist er seit 2016 als Investor in der Unterhaltungssendung Die Höhle der Löwen (VOX) bekannt.

## Privatleben

### Herkunft und Ausbildung
Maschmeyer wurde als Kind einer alleinstehenden Frau und eines verheirateten Mannes geboren, den er nie kennenlernte. Maschmeyers Mutter arbeitete als Sekretärin in einem Schulamt und lebte mit ihrem Sohn zunächst alleinerziehend und nahe an der Armutsgrenze in einem Mutter-Kind-Heim in Hildesheim. Als Maschmeyer sechs Jahre alt war, zogen sie mit seinem Stiefvater nach Drispenstedt im Norden Hildesheims. Von diesem wurde der Junge streng erzogen und sogar geschlagen, was Maschmeyer seinem Stiefvater laut eigener Aussage vor dessen Tod verzieh.
In seiner Schulzeit arbeitete Maschmeyer als Plakatkleber und Supermarktkassierer. Er war Bezirksjugendmeister im Mittel- und Langstreckenlauf. 1978 machte er sein Abitur an der Robert-Bosch-Gesamtschule in Hildesheim.
Nach dem Abitur verpflichtete er sich für zwei Jahre als Soldat auf Zeit bei der Bundeswehr, wo er eine Ausbildung zum Reserveoffizier beim Sanitätsdienst absolvierte. Anschließend begann er ein Medizinstudium an der Medizinischen Hochschule Hannover. Um sein Studium zu finanzieren, arbeitete er nebenbei bei der OVB Vermögensberatung, was bald so viel Zeit in Anspruch nahm, dass er im Frühjahr 1982 wegen zu hoher Fehlzeiten exmatrikuliert wurde.

### Familie

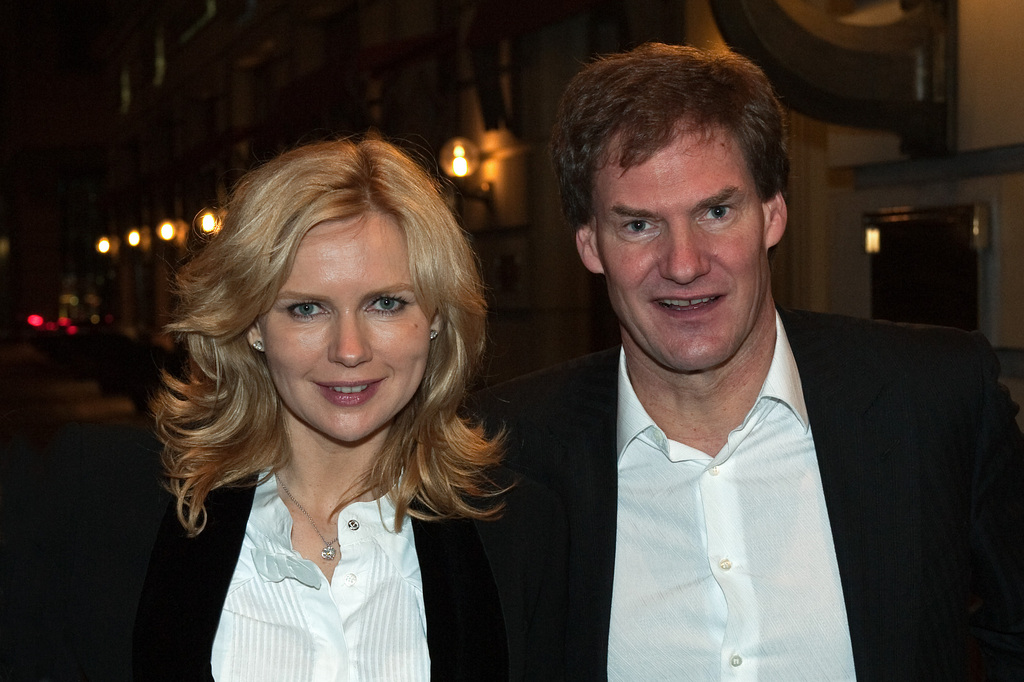
Veronica Ferres und Carsten Maschmeyer auf der Berlinale 2010.

Mit seiner ersten Frau Bettina hat Maschmeyer zwei erwachsene Söhne, Marcel und Maurice Maschmeyer. Die Ehe wurde Anfang 2009 nach 20 Jahren geschieden. Seit 2009 ist Maschmeyer mit der Schauspielerin Veronica Ferres liiert, seit September 2014 verheiratet. Die Schauspielerin Lilly Krug (* 2001), Ferres' Tochter aus erster Ehe, ist somit Maschmeyers Stieftochter. 2017 zog Maschmeyer von Hannover zu Ferres nach München. Das Paar hat zudem einen Wohnsitz in Kalifornien.

### Gesundheit
Im September 2021 machte Maschmeyer öffentlich, dass er eine schwere Tablettenabhängigkeit überwunden habe. 2003 hatte er wegen stressbedingter Schlafstörungen mit der Einnahme des Schlafmittels Stilnox begonnen. Nach einem Burn-out eskalierte seine Abhängigkeit. Auf dem Höhepunkt seiner Sucht nahm er nach eigenen Angaben bis zu 50 Tabletten am Tag und war zeitweise schwer depressiv. Erst 2010 gelang ihm nach mehreren Versuchen der Entzug in einer psychiatrischen Klinik.
2020 musste Maschmeyer aufgrund von weißem Hautkrebs ein Fünftel der Nase entfernt werden. Die Nase wurde operativ rekonstruiert, Maschmeyer gilt als vollständig geheilt.

## Geschäftsleben

### Karriere in der Finanzberatung
Maschmeyer hatte mit seiner Vertriebstätigkeit bei der OVB Vermögensberatung, die er 1978 als Nebenjob begonnen hatte, schnell Erfolg. 1983 stieg er mit 24 Jahren zum Landesdirektor der OVB auf. 1987 verließ Maschmeyer das Unternehmen und erhielt eine hohe Abfindung.
Wenig später stieg er mit 900.000 DM beim Allgemeinen Wirtschaftsdienst (AWD) ein, den sein späterer Schwager Kai Lange 1987 gegründet hatte, und übernahm die Mehrheit und die Leitung des Vertriebs. Dort führte Maschmeyer ein Novum in der Branche ein: die unabhängige Versicherungs- und Finanzberatung, als deren Erfinder er gilt. Ab 1991 begann Maschmeyer mit der Auslandsexpansion des AWD nach Österreich und in die Schweiz, nach Großbritannien sowie Mittel- und Osteuropa. 2000 brachte er den AWD an die Börse. Bei einem Ausgabekurs von 54 Euro pro Aktie wurde ein Emissionserlös von rund 500 Mio. Euro erzielt. Zwischen 2001 und 2008 war der AWD im MDAX gelistet.
Im Dezember 2007 unterstützte Maschmeyer als Vorstandsvorsitzender die Übernahme des AWD durch den Schweizer Versicherungskonzern Swiss Life zu einem Preis von 30 Euro pro Aktie. In diesem Zuge veräußerte auch die Familie Maschmeyer ihren AWD-Anteil von rund 30 Prozent für rund 360 Mio. Euro. Zusätzlich verkaufte Maschmeyer der Swiss Life 2008 sein Aktienpaket der AWD-Konkurrentin MLP AG (heute: MLP SE) für rund 307 Mio. Euro. Im Gegenzug beteiligte er sich mit rund 300 Mio. CHF an Swiss Life und wurde mit rund 3 % der Aktien zum größten privaten Aktionär. Wenig später stockte er seine Beteiligung auf rund 8 % auf. Im Mai 2009 schied Maschmeyer aus dem AWD-Vorstand aus und wechselte in den Verwaltungsrat der Swiss Life, bis er im Dezember 2011 auch von diesem Amt zurücktrat.

### Eigene Gründungen
Im Januar 2010 gründete Maschmeyer zusammen mit dem ehemaligen Wirtschaftsweisen und Ökonomen Bert Rürup die MaschmeyerRürup AG. Das unabhängige, international tätige Unternehmen beriet Banken, Versicherungen und Regierungen in Fragen der Alters- und Gesundheitsvorsorge. 2013 wurde die AG liquidiert.
Ein weiteres Unternehmen Maschmeyers ist die HMNC Brain Health, ein Biotechnologie-Unternehmen, das sich auf die Erforschung und Entwicklung neuer Medikamente gegen Depressionen und Angsterkrankungen spezialisiert hat. Maschmeyer gründete die Firma 2010 gemeinsam mit Florian Holsboer, dem ehemaligen Direktor des Max-Planck-Instituts für Psychiatrie, nachdem dieser ihn bei seinem Tablettenentzug begleitet hatte.

### Investitionen
Seit 2012 ist Maschmeyer im großen Stil als Investor tätig und weltweit an über 150 Start-ups beteiligt (Stand 2025). Dazu zählen unter anderem der schwedische Zahlungsanbieter Klarna, der deutsche Chauffeurservice Blacklane, der Finanzdienst Finanzguru, die Consent-Management-Plattform Usercentrics, der Kreditkarten-Anbieter Pliant, die Arbeitsplatzbuchungs-Software Deskbird, die digitale Versicherung Neodigital sowie die KI-basierte Lieferketten-Software Prewave.
Eines von Maschmeyers bislang erfolgreichsten Investments ist das Unternehmen Modern Health, Maschmeyers erstes „Einhorn“ (also ein Start-up mit einer Bewertung von über einer Milliarde US-Dollar oder Euro). Die Plattform unterstützt Unternehmen bei der Förderung der psychischen Gesundheit ihrer Mitarbeiter.
Frühere Beteiligungen, bei denen der Exit bereits erfolgt ist, sind unter anderem das iPad-Kassensystem Orderbird, der Finanzdienstleister Barzahlen, die E-Learning-Plattform Studydrive, das Serviceportal pflege.de, das Biotechnologie-Unternehmen Biofrontera sowie der digitale Kleidergrößenberater Presize, der 2022 an Meta Platforms verkauft wurde.
Als Vehikel für Maschmeyers Investments dienen mehrere Wagniskapital-Unternehmen unter dem Dach der 2011 gegründeten Maschmeyer Group, die Büros in Berlin, Hannover, München und San Francisco unterhält: Über die seed&speed Ventures GmbH finanziert Maschmeyer Frühphasen-Investments im D-A-CH-Raum. Mit Alstin (Alternative Strategic Investments GmbH) investiert er in Wachstumsunternehmen mit Schwerpunkt B2B-Software in Europa und mit MGV (Maschmeyer Group Ventures) in Nordamerika. Bei Alstin sind neben Maschmeyer auch zahlreiche Prominente als Investoren beteiligt, zum Beispiel İlkay Gündoğan, Toni Kroos und Niklas Süle.
Ab 2013 war Maschmeyer zudem an dem Medizintechnik-Start-up Syntellix beteiligt. Ab 2015 kam es zwischen ihm und Syntellix-Gründer Utz Claassen zu einer Auseinandersetzung über die Kontrolle des Unternehmens, die 2016 dazu führte, dass Maschmeyer seine Anteile an Claassen verkaufte. Für Syntellix blieb der erhoffte Erfolg aus, seit April 2023 ermittelt die Staatsanwaltschaft Hannover gegen Claassen wegen des Verdachts auf Insolvenzverschleppung und möglicher weiterer Vorwürfe.

### Als Autor
Maschmeyer ist Autor von bislang vier Büchern, die auf verschiedenen Bestsellerlisten standen und überwiegend zur Ratgeberliteratur zählen. Sein erstes Buch, Selfmade (2012, überarbeitete Neuauflage 2018), ist ein Erfolgsratgeber mit autobiografischen Elementen. Es folgte der Finanzratgeber Die Millionärsformel (2016). Maschmeyers drittes Buch, Die sechs Elemente des Erfolgs (2021), enthält Ratschläge für ein erfülltes Leben, in dem der Autor unter anderem zum produktiven Umgang mit Krisen motivieren will. Das Kinderbuch Die Start-up Gang (2022, zusammen mit Axel Täubert) soll Kindern das Thema Unternehmensgründung anhand einer fiktiven Geschichte nahebringen.
Seit 2020 tritt Maschmeyer zudem regelmäßig als Kolumnist für das Magazin Focus in Erscheinung.

### Im Fernsehen
Maschmeyer gehört seit der dritten Staffel, die 2016 ausgestrahlt wurde, zu den Investoren, die in der VOX-Fernsehsendung Die Höhle der Löwen auftreten. Er ist damit neben Ralf Dümmel bislang am längsten durchgängig als Investor in der Sendung vertreten (Staffel 3 bis 16, Stand 2025). In der Show werben Start-ups, Erfinder und Unternehmensgründer um Risikokapital für ihre Geschäftsideen. Die Investoren, die ihr eigenes Geld investieren, erhalten im Gegenzug Firmenanteile. Die ersten Ausstrahlungen der dritten Staffel erzielten hohe Einschaltquoten.
2018 moderierte Maschmeyer zudem die Existenzgründer-Show Start up! Wer wird Deutschlands bester Gründer? auf Sat.1, die jedoch nach der ersten Staffel wieder eingestellt wurde.

## Gesellschaftliches Engagement und Positionen
Maschmeyer ist Mitglied des Kuratoriums der Internationalen Stiftung Neurobionik und war Kuratoriumsmitglied der Initiative Deutschland – Land der Ideen.
2010 unterstützte Maschmeyer als einer von 40 prominenten Unterzeichnern des Energiepolitischen Appells die Laufzeitverlängerung deutscher Kernkraftwerke und kritisierte auch danach wiederholt den deutschen Atomausstieg. Er fordert in der Energiepolitik mehr Unabhängigkeit von russischem Gas und einen schnelleren Ausbau erneuerbarer Energien.
Während der Flüchtlingskrise 2015 nahmen Maschmeyer und Veronica Ferres zwei syrische Flüchtlingsfamilien in ihrem Privathaus auf. Zu Beginn des Russisch-Ukrainischen Kriegs 2022 mietete Maschmeyer vorübergehend ein Hotel mit 160 Betten an der deutsch-polnischen Grenze für Geflüchtete aus der Ukraine.
In Interviews und auf seinen Social-Media-Kanälen spricht sich Maschmeyer für eine modernere Arbeitskultur in Deutschland aus. Er befürwortet die Vier-Tage-Woche sowie die Option auf Homeoffice und fordert bessere Möglichkeiten zur Kinderbetreuung.

## Vermögen
Maschmeyer zählt zu den rund 250 (Euro-)Milliardären in Deutschland. Wurde sein Vermögen Ende 2010 noch auf 650 Mio. Euro geschätzt, gab die Tageszeitung Die Welt sein Vermögen 2020 mit 1,3 Mrd. Euro an, womit Maschmeyer Platz 166 auf einer Liste der „1.001 reichsten Deutschen“ belegte. 2021 schätzte das Finanzmagazin Forbes Maschmeyers Wert auf rund 1,1 Mrd. US-Dollar. Auf der Liste der 500 reichsten Deutschen, die das Manager Magazin veröffentlicht, wurde Maschmeyer zuletzt 2022 mit 1,2 Mrd. Euro bewertet. 2024 erhöhte Forbes seine Schätzung auf 1,6 Mrd. US-Dollar (rund 1,52 Mrd. Euro).

## Kontroversen und Konflikte
Maschmeyer stand in der Vergangenheit immer wieder in der Kritik, insbesondere wegen seiner engen Kontakte zu Spitzenpolitikern sowie wegen Geschäftspraktiken und Konflikten aus seiner Zeit beim AWD (heute Swiss Life Select). In seinem Buch Selfmade (2012) sowie bei einem TV-Auftritt in der Sendung Menschen bei Maischberger 2012 räumte er ein, in der Kommunikation „einiges falsch gemacht“ zu haben.

### Nähe zu Gerhard Schröder
Die Landtagswahl in Niedersachsen 1998 galt als Schlüsselentscheidung für die Kür des nächsten SPD-Kanzlerkandidaten. Kurz vor der Wahl erschienen anonym geschaltete Anzeigen, die für die Kandidatur Gerhard Schröders warben. Wenig später bekannte sich Maschmeyer dazu, diese mit 650.000 Mark finanziert zu haben. Damit wollte er nach eigenen Aussagen nicht direkt Schröder unterstützen, sondern Oskar Lafontaine als Bundeskanzler verhindern.
Medienberichten zufolge soll eine weitere Spende über 150.000 Mark für Schröders Bundestagswahlkampf 1998 über die Initiative Handwerk und Mittelstand für Gerhard Schröder geflossen sein. Dies wäre ein Verstoß gegen das Parteispendengesetz. Maschmeyer dementierte die Zahlung 2011.
Im November 2014 meldete der Stern, dass Maschmeyer 2006 ein „absurd hohes“ Honorar von zwei Millionen Euro für die Rechte an Schröders Memoiren gezahlt haben solle. Die Autoren vermuteten dahinter eine Gegenleistung für das 2004 erlassene, für den AWD sehr lukrative Alterseinkünftegesetz. Maschmeyer erklärte hingegen, er habe die Buchrechte weiterverkauft und mehrere hunderttausend Euro an dem Geschäft verdient.

### Nähe zu Christian Wulff
Während des niedersächsischen Wahlkampfs 2007 finanzierte Maschmeyer mit knapp 43.000 Euro Anzeigen für das Buch Besser die Wahrheit, das Interviews mit Christian Wulff enthielt. Als dies 2011 öffentlich wurde, erklärten Wulff und Maschmeyer übereinstimmend, die Zahlung sei ohne Wulffs Wissen zustande gekommen, und zwar über Maschmeyers Geschäftsverhältnis mit dem Buchverlag Hoffmann und Campe. Kritik wurde außerdem laut, weil Wulff in seiner Zeit als Bundespräsident ein Apartment in Maschmeyers Villa auf Mallorca für einen privaten Urlaub gemietet hatte.

### NDR-Streit
Im September 2010 strahlte die ARD in der NDR-Sendung Panorama den Beitrag "Abzocker Maschmeyer: Liebling der Politik, Freund des Bundespräsidenten" aus. Darin wurde von Tausenden Kleinanlegern berichtet, die mit durch den AWD vermittelten Finanzprodukten ihr Geld verloren hätten. In der Dokumentation "Der Drückerkönig und die Politik" griff der NDR die Vorwürfe erneut auf. Maschmeyers Anwalt versuchte 2011 erfolglos, die Ausstrahlung dieser Sendung zu verhindern. Eine danach erwirkte einstweilige Verfügung untersagte dem NDR, eine bestimmte Szene weiterhin zu zeigen.
In der Folge ging Maschmeyer sowohl gegen den NDR als auch gegen einige an den Beiträgen beteiligte Journalisten anwaltlich vor, was er später damit begründete, dass er sich „verfolgt gefühlt“ habe. Der Konflikt weitete sich aus, als weitere Journalisten in Maschmeyers Vorgehen einen Angriff auf die Pressefreiheit sahen. Im Juli 2011 gab der NDR bekannt, sich mit Maschmeyer auf ein Ende der Rechtsstreitigkeiten geeinigt zu haben.

### AWD-Sammelklage
Im April 2011 erstattete der Verein für Konsumenteninformation (VKI) in Wien Strafanzeige gegen Maschmeyer und 19 weitere ehemalige AWD-Manager wegen des Verdachts auf gewerbsmäßigen Betrug. Im März 2013 war der Prozess über fünf Sammelklagen für 2.500 Anleger noch nicht in Gang gekommen, weil der AWD (inzwischen Swiss Life) Einwendungen erhoben hatte. Im August 2013 zahlten AWD/Swiss Life im Rahmen einer einvernehmlichen Einigung rund 11 Mio. Euro, von denen die Anleger rund sieben Millionen Euro erhielten, was 30 Prozent des vereinbarten Differenzschadens entsprach. Maschmeyer warf der Swiss Life 2016 vor, er habe vor dem Verkauf des AWD rund 50 Mio. Euro für Entschädigungen zurückgestellt, die nicht wie vorgesehen verwendet worden seien.

### Rufmordkampagne
2003 vereinbarte der ehemalige AWD-Mitarbeiter Stefan Schabirosky nach eigenen Angaben mit dem Konkurrenzunternehmen DVAG (Deutsche Vermögensberatung AG), eine Verleumdungskampagne gegen Maschmeyer und den AWD durchzuführen. Die DVAG schloss mit ihm einen Beratervertrag bis Ende 2008, wofür Schabirosky nach eigenen Angaben 513.500 Euro Honorar erhielt.
Nachdem seine Forderung nach weiteren drei Millionen Euro Erfolgshonorar von der DVAG zurückgewiesen worden war, veröffentlichte Schabirosky sein Arrangement mit der DVAG im Jahr 2017 unter dem Titel "Mein Auftrag: Rufmord" in Buchform. In dem Buch bezichtigt er sich unter anderem selbst, im großen Stil Medien manipuliert und Falschinformationen über den AWD platziert zu haben. Maschmeyer unterstützte die Veröffentlichung des Buches, nachdem einige Passagen mit persönlichen Angriffen gestrichen worden waren. Die DVAG bestritt im Nachhinein, in eine Rufmordkampagne verwickelt gewesen zu sein, und wies alle Vorwürfe zurück.

### Sarasin-Investment
2010 investierte Maschmeyer rund 55 Mio. Euro, darunter auch Geld von Familie und Freunden, in Fonds bei der Schweizer Bank J. Safra Sarasin. Die dort in Aussicht gestellten hohen Renditen beruhten jedoch auf sogenannten Cum-Ex-Geschäften und damit mindestens auf Steuerumgehung – eine Praxis, die 2012 durch eine Gesetzesänderung unterbunden wurde. Maschmeyer und andere betroffene Prominente gaben an, über die Art der Fonds nicht aufgeklärt worden zu sein, der Bank waren die Risiken jedoch offenbar bewusst. Maschmeyer forderte sein Investment zurück, erhielt aber zunächst nur einen Teil davon, sodass ein Rechtsstreit zwischen ihm und der Bank folgte. In diesem Zusammenhang stellte Maschmeyer Strafanzeige gegen Sarasin wegen Verletzung des Bankgeheimnisses und des Verdachts auf Betrug. Im gleichen Zeitraum erhielt Maschmeyer zwei Morddrohungen, die er aus dem Umfeld der Bankiersfamilie vermutete. Durch einen Vergleich erhielt Maschmeyer schließlich den Großteil seines Geldes zurück.

## Ehrungen
Die Universität Hildesheim verlieh Maschmeyer 2009 aufgrund seiner „Verdienste um die Förderung der Wissenschaften“ den Titel eines Ehrendoktors. Zuvor hatte er 500.000 Euro für eine Professur am dortigen Institut für Psychologie gespendet. Die Laudatio hielt Christian Wulff, damals niedersächsischer Ministerpräsident. Die Universität Hannover ernannte Maschmeyer zum Ehrensenator, drei Jahre, nachdem er eine Million Euro für eine dortige Professur gespendet hatte.

## Veröffentlichungen
- Carsten Maschmeyer: Selfmade – erfolg reich leben. München: Ariston 2012, 379 S., ISBN 978-3-424-20067-6 (auch als Hörbuch erschienen).
  - Ders.: Selfmade: Die Erfolgsformel. München: Ariston 2018, 446 S., ISBN 978-3-424-20198-7 (überarbeitete Neuausgabe, auch als Hörbuch).
- Ders.: Die Millionärsformel. Der Weg zur finanziellen Unabhängigkeit. München: Ariston 2016, 352 S., ISBN 978-3-424-20108-6 (auch als Hörbuch).
- Ders.: Die sechs Elemente des Erfolgs. So verändern Sie Ihr Leben. München: FinanzBuch 2021, 303 S., ISBN 978-3-95972-478-4 (auch als Hörbuch).
- Ders.: Die Start-up Gang. Unser größtes Abenteuer – von der Idee zum Erfolg (mit Axel Täubert). Hamburg: Edel Kids 2022, 173 S., ISBN 978-3-96129-242-4.